# Rhyacophila mayaensis
Rhyacophila mayaensis là một loài Trichoptera trong họ Rhyacophilidae. Chúng phân bố ở miền Cổ bắc.